# آلفونسو بیالتی

طلسم‌خوش‌یمن بیالتی با انگشت سبابه‌اش که طوری نگه داشته که انگار در حال سفارش یک اسپرسوی دیگر است. در ایتالیایی او را «لومینو کون ای بافی» (مرد کوچک با سبیل) می‌نامند. این طلسم، کاریکاتور پسر آلفونسو، رناتو بیالتی توسط تصویرگر پائولو «پل» کامپانی است.

آلفونسو بیالتی (به ایتالیایی: Alfonso Bialetti) (تلفظ ایتالیایی: [alˈfɔnso bjaˈletti])؛ (زادۀ ۱۷ ژوئن ۱۸۸۸ میلادی – درگذشتۀ ۵ مارس ۱۹۷۰ میلادی) یک مهندس اهل ایتالیا بود که با اختراع قهوه‌ساز موکا اکسپرس به شهرت رسید. این قهوه جوش که در سال ۱۹۳۳ میلادی طراحی شد، از دههٔ ۱۹۵۰ میلادی به یک شمایل سَبکی تبدیل شده‌ است. در حالی که بسیاری از انواع موکا ساخته شده‌ است، از جمله موکا اکسپرس چاپ-گاو بیالتی (که کاپوچینو می‌سازد)، موکا اکسپرس یک کلاسیک قدیمی-افتخارآمیز است. بیالتی همچنین بنیانگذار صنایع بیالتی، شرکت غول‌پیکر ظروف-آشپزخانۀ ایتالیایی در حال حاضر، بود.

## شرکت بیالتی
بیالتی ابتدا مهارت‌های فلزکاری خود را با یک دهه کار در صنعت آلومینیم فرانسه به دست آورد. در سال ۱۹۱۹ میلادی او کارگاه فلز و ماشین خود را در کروسینالو (زادگاهش پیه‌مونته) برای ساخت محصولات آلومینیومی تأسیس کرد: این پایه و اساس شرکت بیالتی بود. او کارگاه خود را – آلفونسو بیالتی و چی. فوندریا (ریخته‌گری) در کونکیگلیا – به یک استودیو برای طراحی و تولید تبدیل کرد.